# Friedrich Gross (Kunsthistoriker)
Friedrich Gross (* 5. November 1939) ist ein deutscher Kunsthistoriker und Künstler.

## Leben
Gross wurde auf dem Dampfer „Steuben“ geboren, der im Zuge der Umsiedlung der Deutschen auf der Reede vor Riga (Lettland) lag. Er studierte nach dem Abitur bis 1966 Psychologie und Philosophie an den Universitäten von Tübingen, Hamburg und Freiburg im Breisgau. Nebenher bildete er sich autodidaktisch in der Ölmalerei, in Zeichentechniken und in der Druckgraphik. Nach dem Abbruch des Studiums übersiedelte er nach München, wo er als freischaffender Künstler der „Modernen Phantastik“, wie er die Kunstrichtung bezeichnete, tätig war. Der Galerist Richard P. Hartmann schloss 1970 einen Exklusivvertrag mit ihm ab. Er belegte 1974 ein Zweitstudium der Kunstgeschichte, Neueren Deutschen Literatur und Klassischen Archäologie an der Universität Hamburg.
Die künstlerische Arbeit wurde 1976 vorerst ganz eingestellt. Die Promotion erfolgte 1982. Bis 1986 war er kunsthistorisch tätig an der Hamburger Kunsthalle. Danach arbeitete er an internationalen Ausstellungen in Städten der Bundesrepublik Deutschland mit. So war er 1988/1989 an der Konzeption der internationalen Ausstellung „1789/1989. Zweihundert Jahre Französische Revolution“ in der damaligen Staatlichen Kunsthalle Berlin beteiligt. Für das Jahr 1995 organisierte er eine Ausstellung über Tomi Ungerer im Wilhelm-Busch-Museum Hannover und im Ludwig Institut Oberhausen.
Gross veröffentlichte Bücher und Aufsätze zur Bildkunst des 16. bis 20. Jahrhunderts. Seit 2003 war er wieder bildkünstlerisch tätig. Im Jahre 2007 veranstaltete das Museum für das Fürstentum Lüneburg eine Retrospektive der Künstlerbrüder Friedrich und Ulrich Gross unter dem Titel „Ars Fantastica“. – Die Bildkunst von Friedrich Gross ist bestimmt durch die Literatur, Mythologie der Antike und Anleihen aus der historischen Phantastik von Hieronymus Bosch bis zum Surrealismus und »Phantastischen Realismus der Wiener Schule«.
Er hatte eine Teilnahme an der Ausstellung „art-imaginär 2009. Phantastische Kunst. 3. große internationale Ausstellung der phantastischen und visionären Kunst“, Neustadt-Mußbach an der Weinstraße, wo auch Werke von Fabricio Clerici, Salvador Dalí, Ernst Fuchs, Rudolf Hausner und anderen Künstlern des Surrealismus und Phantastischen Realismus gezeigt wurden. Eine weitere Ausstellung „art imaginär“ unter Beteiligung des Künstlers fand 2011 in Neustadt-Mußbach statt.
Im Jahre 2013 vollendete der Künstler das Gemälde 'SILVA - Dionysische Welt' (Öl, Deckfarbe und Zaponlack auf Holz) für die Sammlung „Phantastik in der Box“ von Günter Westermann (Muggensturm bei Rastatt); das Charakteristikum der Sammlung ist eine offene Box mit Holzseiten, die in der Mitte der Gemälde angebracht ist und das Gemälde fortsetzt.

## Publikationen
- Beiträge zu Arbeiten des Moritz von Schwind (1804–1871) in folgenden Auktionskatalogen der Villa Grisebach, Berlin, Kunst des 19. Jahrhunderts: Kat.-Nr. 187, 23. November 2011 (Nr. 130), Kat.-Nr. 193, 30. Mai 2012 (Nr. 138), Kat.-Nr. 207, 29. Mai 2013 (Nr. 119, 121), Kat.-Nr. 215, 27. November 2013 (Nr. 166), Kat.-Nr. 222, 28. Mai 2014 (Nr. 181).
- Bilder von Heiligen, Wie uns die Ikonografie des 19. Jahrhunderts immer noch prägt, S. 42–44, in: Rotary Magazin 12/2011, Hamburg.
- Schöpferisches Auge der Neuzeit. Essays zur Kunst. Jonas, Marburg 2007.
- Artikel Frese, Daniel. In: Allgemeines Künstlerlexikon. Die bildenden Künstler aller Zeiten und Völker. Band 44. Saur, München, Leipzig 2005, S. 455–457, 1. Sp.
- Lutherische Gerechtigkeit für einen Apelles von Lüneburg? Zum stiefmütterlich behandelten Hauptwerk des Daniel Frese (1540?–1611) im Rathaus der Salzstadt. In: Niederdeutsche Beiträge zur Kunstgeschichte. Jg. 39, 2000, S. 29–77.
- Johannes Nawrath. Nebenschauplätze. Mit einer Einleitung von Friedrich Gross und Bildkommentaren von Michael Haupt. Dölling und Galitz, Hamburg 1997.
- Tomi Ungerer. Das Spiel ist aus. Werkschau 1956–1995. Herausgegeben von Hans-Joachim Neyer. Konzeption von Friedrich Gross in Verbindung mit Thérèse Viller. Strasbourg. Katalog Friedrich Gross. Jonas, Marburg 1995.
- Caspar David Friedrich. Harenberg, Dortmund 1994.
- Dieter Glasmacher. Gemüse muß glänzen. Mit einem Text von Friedrich Gross. Für den Berliner Kunstverein Weissensee herausgegeben von Claus Mewes. Berlin 1993.
- CONCEPT ART – EINE PERSPEKTIVE in den Deichtorhallen in Hamburg vom 16. Mai bis 1. Juli 1990. Texte: Waltraud Brodersen, Friedrich Gross, Claus Mewes. Druckerei in St. Pauli, Hamburg 1990.
- Jesus, Luther und der Papst im Bilderkampf 1871 bis 1918. Zur Malereigeschichte der Kaiserzeit. Jonas, Marburg 1989.
- Volk und Massen – Beweger der Geschichte, in Bildern seit 1789. In: 1789/1989. Zweihundert Jahre Französische Revolution. Ausstellung in der Staatlichen Kunsthalle Berlin. Konzeption: Waltraud Brodersen, Friedrich Gross, Karl Janke, Claus Mewes, Hans Joachim Neyer. Berlin 1989, S. 87–114.
- Eva und die Zukunft. Das Bild der Frau seit der Französischen Revolution. Herausgegeben von Werner Hofmann. Konzeption und Katalog: Sigrun Paas und Friedrich Gross. Prestel, München 1986.
- Zdenek Felix (Hrsg.): Lovis Corinth 1858–1925. Mit Beiträgen von Gerhard Gerkens, Friedrich Gross und Joachim Heusinger von Waldegg. DuMont, Köln 1985.